# Hubert Ulrich

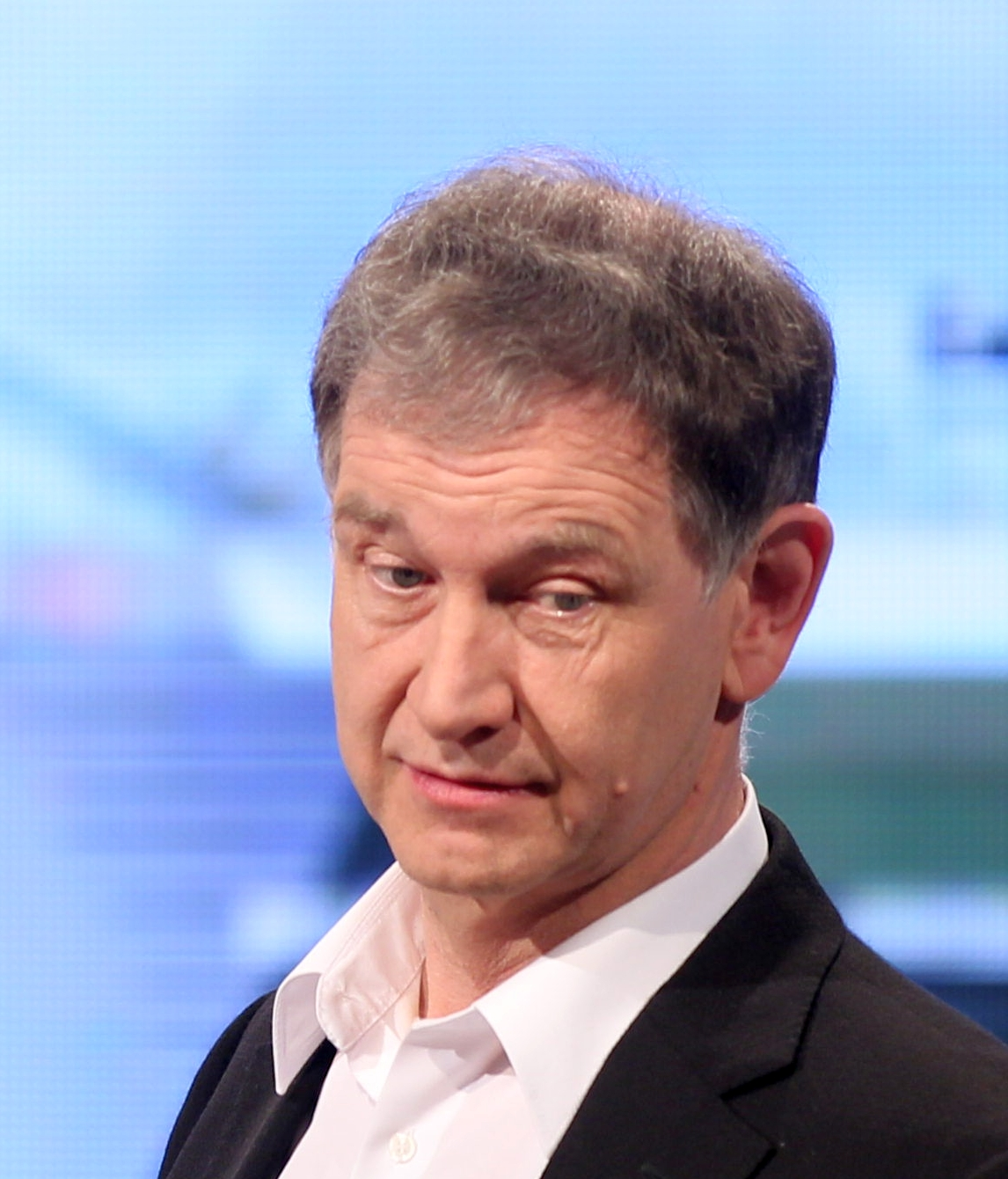
Hubert Ulrich (2017)

Hubert Ulrich (* 3. November 1957 in Saarlouis) ist ein deutscher Politiker (parteilos, bis 2024 Bündnis 90/Die Grünen). Er war von 2002 bis 2017 Vorsitzender von Bündnis 90/Die Grünen Saarland, von 2002 bis 2004 Mitglied des Deutschen Bundestages und von 2004 bis 2017 Fraktionsvorsitzender seiner Partei im saarländischen Landtag.  Nach der Wahlniederlage mit dem Ausscheiden der saarländischen Grünen aus dem Landtag im Jahr 2017 legte Ulrich seine Ämter auf Landesebene nieder. Eine Kandidatur als saarländischer Spitzenkandidat für die Bundestagswahl 2021 scheiterte nach Anfechtung der Landesliste.

## Leben
Nach Grund- und Hauptschule lernte Hubert Ulrich den Beruf des Werkzeugmachers. Nach seiner Ausbildung arbeitete er als Qualitätsinspektor bei Ford. Er erwarb jedoch bereits kurz nach Ende der Ausbildung auf dem zweiten Bildungsweg weiterführende Schulabschlüsse. Nach dem erfolgreichen Abschluss der Fachoberschule studierte Ulrich zunächst Luft- und Raumfahrttechnik in Aachen. 1983 begann er Wirtschaftsingenieurwesen an der Hochschule für Technik und Wirtschaft in Saarbrücken zu studieren. Dieses Studium schloss Ulrich als Diplom-Wirtschaftsingenieur ab.
Hubert Ulrich lebt heute in Saarlouis-Beaumarais. Er ist mit Esther Woll, Grünen-Gemeinderätin in Überherrn, verheiratet und hat drei Töchter und einen Sohn.

## Politik

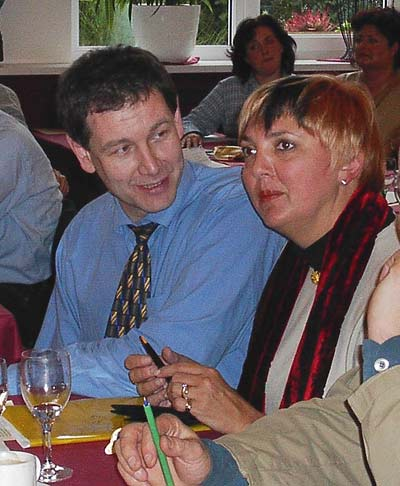
Hubert Ulrich im Gespräch mit Claudia Roth (2003)

Ulrich begann seine politische Laufbahn 1982 in Saarlouis. Hier wurde er im selben Jahr bereits Vorsitzender des Ortsverbandes der Grünen. 1987 wurde Ulrich Kreisvorsitzender, und von 1991 bis 1999 war er Landesvorstandssprecher des grünen Landesverbandes. Dazwischen war er Mitglied des Stadtrats von Saarlouis, des Kreistages des Landkreises Saarlouis und schließlich des saarländischen Landtages.
1985 reiste Hubert Ulrich in seiner Funktion als Stadtverordneter der Kreisstadt Saarlouis und Mitglied des Vereins ‚Projektpartnerschaft 3. Welt e. V.‘ nach Matiguás (Nicaragua) und war Mitinitiator einer Projektstädtepartnerschaft zwischen Saarlouis und Matiguás, die seit 1986 besteht. Im Jahr 1986 war er Mitbegründer der ‚Bürgerinitiative gegen Cattenom‘ Saarlouis gegen das Atomkraftwerkes Cattenom. 1987 war er außerdem an der Gründung des Vereins Landesatomüberwachung Saar e. V. (Kurz: LAUS) beteiligt.
1994 unterstützte er eine Kampagne zur Bewahrung des Saarlouiser Stadtwaldes, der für die Errichtung eines Absinkweihers abgeholzt werden sollte. Über die Rot-Grüne Stadtratskoalition in der Kreisstadt Saarlouis gelang es den Grünen, eine Klage der Stadt Saarlouis gegen Saarberg zu erheben, die 1995 eingereicht wurde und 1998 zum Erfolg führte. Ulrich gilt bis heute als vehementer Gegner des Steinkohleabbaus.
Ulrich trat 1999 wegen einer so genannten Dienstwagenaffäre von allen Ämtern zurück. Er hatte vier Autos mit Behördenrabatt erworben und anschließend mit Gewinn weiterverkauft. Die Staatsanwaltschaft nahm Ermittlungen auf, stellte sie 2001 aber ein, weil keine Strafbarkeit vorlag. Ulrich wurde daraufhin 2001 politischer Geschäftsführer seiner Partei. Im Mai 2002 wurde er erneut zum Landesvorsitzenden gewählt und in den folgenden Jahren stets in diesem Amt bestätigt.
Im Jahr 2002 zog Ulrich in den Deutschen Bundestag ein.
Bei der Landtagswahl im Saarland 2004 trat Ulrich als Spitzenkandidat der Grünen an, die mit 5,6 % den Wiedereinzug in den Landtag schafften. Ulrich wurde Vorsitzender der Landtagsfraktion. Sein Bundestagsmandat legte er nieder, Jutta Krüger-Jacob rückte für ihn nach. Bei der Wahl 2009 (5,9 %) und der Wahl 2012 (5,0 %) wurden die Grünen wiedergewählt, Ulrich blieb Fraktionsvorsitzender. Zuletzt war er außerdem Sprecher für die Themen Wirtschaft und Arbeit, Grubensicherheit und Nachbergbau, Umwelt und Verbraucherschutz, Fragen des Verfassungsschutzes sowie Justiz, Verfassungs- und Rechtsfragen und Ausschussvorsitzender des Untersuchungsausschusses Grubenwasser.
Nachdem seine Partei mit ihm als Spitzenkandidaten zur Landtagswahl 2017 den erneuten Einzug in den Saarländischen Landtag mit 4,0 Prozent der Stimmen klar verpasst hatte, schied Ulrich aus dem Landesparlament aus und trat vom Amt des Landesvorsitzenden seiner Partei zurück. Für die Bundestagswahl 2021 kandidierte er zunächst auf dem ersten Platz der saarländischen Landesliste der Grünen, zog die Kandidatur später aber zurück (siehe unten).
Hubert Ulrich war außerdem Sprecher des Ortsverbandes Saarlouis der Grünen. Zum Jahresende 2024 trat er aus Bündnis 90/Die Grünen aus.

## Kontroversen

### Koalition mit CDU und FDP im Saarland 2009–2012
Nach der Landtagswahl vom 30. August 2009 kam den Grünen aufgrund der verschiedenen Koalitionsmöglichkeiten (CDU-FDP-Grüne („Jamaika-Koalition“) bzw. SPD-Linke-Grüne) die Rolle eines Königsmachers zu. In dieser Situation votierte Ulrich auf einem Landesparteitag am 11. Oktober 2009 gegen ein Rot-Rot-Grünes Bündnis und für Jamaika. Diese Entscheidung war besonders umstritten, da vor den Landtagswahlen eine Spende von 47.500 € von dem Unternehmen eines FDP-Politikers an die Grünen ging. In den Medien wurde in dem Zusammenhang auch kritisch thematisiert, dass Ulrich als Nebenjob neben seiner Politiktätigkeit als Marketingleiter von dem IT-Dienstleister think & solve beschäftigt wurde, zu dessen Gesellschaftern der FDP-Kreisvorsitzende Hartmut Ostermann zählt. Der Parteitag folgte dieser Linie und votierte mit 115 von 130 abgegebenen Stimmen für eine Jamaika-Koalition. Verschiedene Delegierte behaupteten anschließend, Ulrich hätte ihnen vor der Abstimmung telefonisch Druck gemacht, doch für die Jamaika-Koalition zu stimmen. Anderen bekannten Jamaika-Kritikern wurde kurzfristig das Delegiertenamt entzogen.
Diese Entscheidung stieß bundesweit auf ein großes Echo, da eine solche politische Konstellation bislang allenfalls theoretisch betrachtet wurde. Die Reaktionen anderer politischer Parteien und der bundesweiten Medien reichten von extremer Ablehnung bis zu deutlichem Beifall. Im Koalitionsvertrag bekannte sich die Koalition unter anderem zum Atomausstieg und zu einer zusätzlichen Gemeinschaftsschule.
Am 6. Januar 2012 wurde die Koalition von Ministerpräsidentin Annegret Kramp-Karrenbauer aufgekündigt.

### Nominierung für die Bundestagswahl 2021
Im Vorfeld des Landesparteitags der saarländischen Grünen für die Listenaufstellung zur Bundestagswahl 2021 am 20. Juni 2021 traten mehrere Vorstandsmitglieder auf kommunaler und landesweiter Ebene zurück und kritisierten Ulrichs Einfluss auf die Delegiertenauswahl für die Versammlung. Nachdem die Kandidatur der bis dato amtierenden Landesvorsitzenden Tina Schöpfer auf Listenplatz 1 in drei Wahlgängen beim Parteitag gescheitert war, sprachen sich die Parteitagsdelegierten mehrheitlich dafür aus, zur Wahl des ersten Listenplatzes, der gemäß Satzung grundsätzlich einer Frau vorbehalten ist, auch männliche Kandidaten zuzulassen. In einer Kampfabstimmung setzte sich Ulrich schließlich gegen die Landesvorsitzende der Grünen Jugend, Jeanne Dillschneider, durch. Er bestritt die Vorwürfe gegen seine Person und sprach von einer „Kampagne“, die gegen ihn geführt werde.
Die Umstände seiner Wahl auf den ersten Landeslistenplatz wurden von Vertretern von SPD, Linken, AfD sowie dem Landesverband der Grünen Jugend scharf kritisiert. Auch der scheidende saarländische Bundestagsabgeordnete Markus Tressel sowie Annalena Baerbock, die Kanzlerkandidatin und Parteivorsitzende der Grünen, kritisierten Ulrichs Nominierung. Mehrere saarländische Grünen-Ortsverbände, der Landesvorstand der Grünen Jugend und der Landesverband der Grünen Hochschulgruppe kündigten an, das Parteitagsergebnis anzufechten und keinen Wahlkampf für Ulrich zu machen. Der Bundesgeschäftsführer der Grünen, Michael Kellner, legte dem saarländischen Landesvorstand nahe, die Listenwahl zu überprüfen und gegebenenfalls zu wiederholen, was Ulrich als „massiven Eingriff in die Autonomie des Landesverbands“ bezeichnete.
Im Zuge der Kontroversen um den Landesparteitag bzw. die Bundestagsliste traten in den Monaten Juni und Juli weite Teile des Landesvorstandes zurück, darunter die beiden Vorsitzenden Ralph Rouget und Barbara Meyer-Gluche, die stellvertretenden Landesvorsitzenden Irina Gaydukova und Jerome Lange sowie der Generalsekretär Patrick Ginsbach.
Da das saarländische Landesschiedsgericht sich für befangen erklärt hatte und sich daher nicht in der Lage sah, eine Klärung bezüglich der Rechtmäßigkeit der Listenaufstellung durchzuführen, übertrug die Bundespartei diese Aufgabe dem rheinland-pfälzischen Landesschiedsgericht. Dieses entschied am 13. Juli 2021, dass die am 20. Juni gewählte Landesliste nicht beim Landeswahlleiter eingereicht werden dürfe. Begründet wurde dies mit einem Verstoß gegen das Frauenstatut sowie der Teilnahme von Mitgliedern der Grünen Jugend und der Grünen Senioren an den Abstimmungen zur Liste, obwohl diese dazu gar nicht berechtigt gewesen seien. Am gleichen Tag scheiterte Ulrich vor dem Saarbrücker Landgericht, wo er juristisch erzwingen wollte, dass der verbleibende Landesvorstand die Wahlliste mit ihm als Spitzenkandidat beim Landeswahlleiter einreichen müsse. Am 17. Juli 2021 wurde eine neue Landesliste mit Jeanne Dillschneider als Spitzenkandidatin gewählt. Delegierte aus Ulrichs Ortsverband Saarlouis waren dabei vom Bundesschiedsgericht aufgrund von Zweifel an der Mitgliederzahl nicht zugelassen. Am 30. Juli 2021 wurde diese Landesliste vom Landeswahlausschuss im Saarland für die Bundestagswahl abgelehnt.  Nach Mitteilung der Landeswahlleitung  sei der Ausschluss von Delegierten bei der Aufstellungsversammlung zur Liste ein schwerer Fehler gewesen und verletze das Demokratieprinzip.
Am 15. Oktober 2021 wurde durch den Ortsverband Bous von Bündnis 90/Die Grünen wegen seines Verhaltens im Vorfeld der Bundestagswahlen ein Parteiordnungsverfahren gegen Ulrich eingeleitet. Zum Jahresende 2024 trat er aus Bündnis 90/Die Grünen aus.